# Advance and Follow
Advance and Follow è il primo album del duo britannico futurepop VNV Nation, uscito nel 1995. L'album è costituito soprattutto da musica EBM discretamente ballabile, con influenze electro-industrial e da elementi di musica classica. La traccia d'apertura, per esempio, è caratterizzata da archi e da timpani.

## Tracce
1. Anthem - 2:05
2. After Fire - 5:40
3. Frika - 5:55
4. Serial Code - 2:45
5. Serial Killer - 6:30
6. Cold - 4:34
7. Amhrán Comhrac - 3:54
8. Requiem QCN - 5:05
9. Outremer - 5:32
10. Fiume - 2:55